# Bradlo (Velký Beranov)
Bradlo (německy Bradlenz) je malá vesnice, část obce Velký Beranov v okrese Jihlava. Nachází se asi 1,5 km na jihozápad od Velkého Beranova. V roce 2009 zde bylo evidováno 29 adres. V roce 2001 zde trvale žilo 40 obyvatel.
Bradlo je také název katastrálního území o rozloze 1,66 km2.

## Název
Název se vyvíjel od varianty Bradils (1318), Pradlo (1718), Bradlo (1720), Bradlentz (1751), Bradlenz a Bradlo (1846), Bradlenz a Bradlov (1872), Bradlno (1881) až k podobě Bradlo v roce 1924. Místní jméno vzniklo z obecného jména bradlo, což znamenalo úskalí, skálu či nářečně malou vyčnívající skálu.

## Historie
První písemná zmínka o obci pochází z roku 1318. Od roku 1869 spadá pod Velký Beranov.

## Přírodní poměry
Bradlo leží v okrese Jihlava v Kraji Vysočina. Nachází se 2 km jižně od Velkého Beranova, 1,5 km západně od Jeclova a 2 km východně od Malého Beranova. Geomorfologicky je oblast součástí Česko-moravské subprovincie, konkrétně Hornosázavské pahorkatiny a jejího podcelku Jihlavsko-sázavská brázda, v jejíž rámci spadá pod geomorfologický okrsek Beranovský práh. Průměrná nadmořská výška činí 520 metrů. Nejvyšší bod o nadmořské výšce 550 metrů se nachází severovýchodně od vsi. Západní hranici katastru tvoří řeka Jihlava, do které se zprava vlévají dva potoky, které pramení v Bradlu.

## Obyvatelstvo
Podle sčítání 1930 zde žilo v 18 domech 97 obyvatel. 97 obyvatel se hlásilo k československé národnosti. Žilo zde 95 římských katolíků a 2 příslušníci Církve československé husitské.
| Rok            | 1869 | 1880 | 1890 | 1900 | 1910 | 1921 | 1930 | 1950 | 1961 | 1970 | 1980 | 1991 | 2001 | 2011 |
| -------------- | ---- | ---- | ---- | ---- | ---- | ---- | ---- | ---- | ---- | ---- | ---- | ---- | ---- | ---- |
| Počet obyvatel | 107  | 119  | 114  | 120  | 132  | 130  | 97   | 74   | 72   | 55   | 36   | 40   | 40   | 59   |

## Hospodářství a doprava
Sídlí zde firma Rbrain s.r.o. Vede tudy silnice III. třídy č. 4043 do Jeclova. Dopravní obslužnost zajišťují dopravci ICOM transport a Dopravní podnik města Jihlavy. Autobusy jezdí ve směrech Jihlava, Luka nad Jihlavou, Kamenice, Kamenička, Bítovčice a linka jihlavské MHD č. 765012.